# Wiktor Afanasjew (filozof)
Wiktor Grigorjewicz Afanasjew (ros. Ви́ктор Григо́рьевич Афана́сьев, ur. 18 listopada 1922 we wsi Aktanysz w Tatarskiej ASRR, zm. 10 kwietnia 1994 w Moskwie) – radziecki filozof, dziennikarz i polityk.

## Życiorys
W latach 1940–1953 służył w siłach powietrznych Armii Czerwonej/Armii Radzieckiej, brał udział w wojnie z Niemcami, od 1943 należał do WKP(b), zaocznie ukończył 15 miesięcy Wydziału Historii Czytyjskiego Instytutu Pedagogicznego (1950). W 1953 zaocznie ukończył aspiranturę Moskiewskiego Obwodowego Instytutu Pedagogicznego, w latach 1953–1960 pracował w Czelabińskim Państwowym Instytucie Pedagogicznym jako zastępca dyrektora i kierownik katedry filozofii, 1960–1968 zastępca kierownika i kierownik katedry naukowego komunizmu w Akademii Nauk Społecznych przy KC KPZR, 1968–1974 zastępca redaktora naczelnego gazety „Prawda”. Od 1964 doktor nauk filozoficznych, w latach 1974–1975 redaktor naczelny pisma „Kommunist”, 1976-1989 redaktor naczelny gazety „Prawda”, od 1981 do rozpadu ZSRR w 1991 akademik Akademii Nauk ZSRR, następnie główny pracownik naukowy Wydziału Filozofii, Socjologii, Psychologii i Prawa RAN. W 1959 rękopis Afanasjewa Podstawy wiedzy filozoficznej (ros. Основы философских знаний) zwyciężył w konkursie na najlepszy podręcznik z filozofii. 1976-1990 członek KC KPZR. Deputowany do Rady Najwyższej ZSRR 10. i 11. kadencji (1979–1989), deputowany ludowy ZSRR (1989–1991). Został pochowany na Cmentarzu Kuncewskim.

## Odznaczenia i nagrody
- Order Lenina
- Order Rewolucji Październikowej
- Order Czerwonego Sztandaru Pracy
- Order Wojny Ojczyźnianej II klasy
- Order Czerwonej Gwiazdy
- Nagroda Państwowa ZSRR (1983)
- Medal „Za zwycięstwo nad Niemcami w Wielkiej Wojnie Ojczyźnianej 1941–1945”
- Medal „Weteran pracy”
- Medal „Za zasługi bojowe”

## Publikacje
Przekłady na język polski
- Polityka i socjalizm : praca zbiorowa. Pod red. Jewgienija Ambarcumowa i Adolfa Dobieszewskiego ; aut. poszczeg. rozdz. Wiktor Afanasjew, Wiesław Czyżowicz et al.; [przekł. z ros. aut. radzieckich Zdzisław Gąsiorowski].. Warszawa: Państwowe Wydawnictwo Naukowe, 1982. ISBN 83-01-02908-0. Brak numerów stron w książce 387, [1] s. ; 25 cm.